# Ciarán Hinds

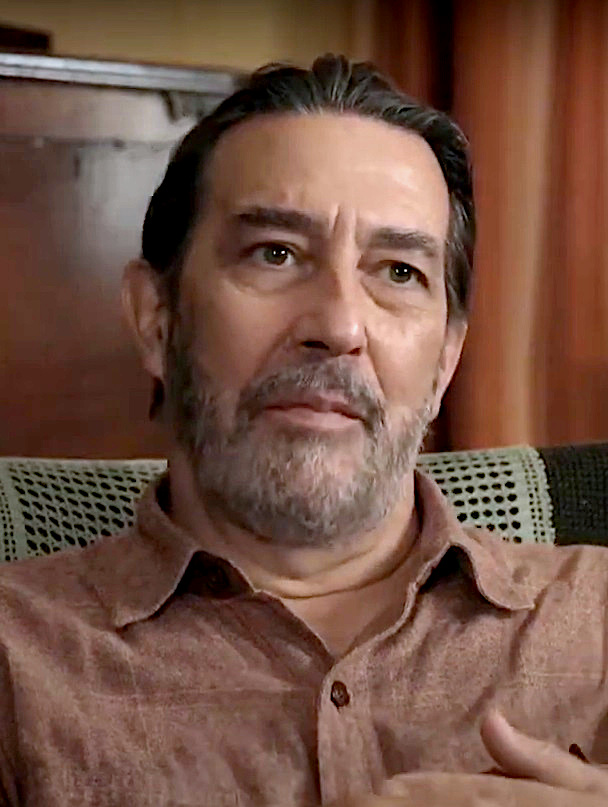
Ciarán Hinds, indicado ao Oscar de Melhor Ator Coadjuvante em 2022, falando sobre o filme Belfast em uma entrevista.

Ciarán Hinds /ˈkɪərən ˈhaɪndz/ (Belfast, 9 de fevereiro de 1953) é um ator irlandês. Ele é mais conhecido por atuar em filmes como Road to Perdition (2002), Munich (2005), There Will Be Blood (2007) e Tinker Tailor Soldier Spy (2011), além de interpretar Aberforth Dumbledore em Harry Potter and the Deathly Hallows: Part 1 e 2. Na televisão, já trabalhou na séries Game of Thrones e Rome, ambas da HBO. Ele interpretou Steppenwolf no filme Liga da Justiça que estreou em novembro de 2017, dirigido por Zack Snyder. Em 2021, venceu o National Board of Review de Melhor Ator Coadjuvante por sua atuação no drama Belfast, pelo qual também recebeu uma indicação ao Oscar e Bafta.

## Filmografia

### Filmes
| Ano  | Título                                        | Personagem                          | Notas                                                                               |
| ---- | --------------------------------------------- | ----------------------------------- | ----------------------------------------------------------------------------------- |
| 1981 | Excalibur                                     | King Lot                            | Creditado como Ciaran Hinds                                                         |
| 1989 | The Cook, the Thief, His Wife & Her Lover     | Cory                                |                                                                                     |
| 1991 | December Bride                                | Frank Echlin                        |                                                                                     |
| 1993 | The Man Who Cried                             | Abel Mason                          |                                                                                     |
| 1995 | Persuasion                                    | Capitão Frederick Wentworth         |                                                                                     |
| 1995 | Circle of Friends                             | Professor Flynn                     |                                                                                     |
| 1996 | Mary Reilly                                   | Sir Danvers Carew                   | Creditado como Ciaran Hinds                                                         |
| 1996 | Some Mother's Son                             | Danny Boyle                         |                                                                                     |
| 1997 | The Life of Stuff                             | David Arbogast                      |                                                                                     |
| 1997 | Oscar and Lucinda                             | Rev. Dennis Hasset                  | Creditado como Ciaran Hinds                                                         |
| 1998 | Titanic Town                                  | Aidan McPhelimy                     |                                                                                     |
| 1999 | The Lost Son                                  | Carlos                              |                                                                                     |
| 1999 | The Lost Lover                                | Adam                                |                                                                                     |
| 2000 | Jason and the Argonauts                       | King Aeson                          |                                                                                     |
| 2000 | The Weight of Water                           | Louis Wagner                        |                                                                                     |
| 2002 | The Sum of All Fears                          | President Alexander Nemerov         |                                                                                     |
| 2002 | Road to Perdition                             | Finn McGovern                       |                                                                                     |
| 2003 | Veronica Guerin                               | John Traynor                        |                                                                                     |
| 2003 | Lara Croft: Tomb Raider – The Cradle of Life  | Jonathan Reiss                      |                                                                                     |
| 2003 | Calendar Girls                                | Rod                                 |                                                                                     |
| 2003 | The Statement                                 | Pochon                              |                                                                                     |
| 2004 | Mickybo & Me                                  | Jonjo's Da                          |                                                                                     |
| 2004 | The Phantom of the Opera                      | Richard Firmin                      |                                                                                     |
| 2005 | Munich                                        | Carl                                |                                                                                     |
| 2006 | Miami Vice                                    | FBI Agent John Fujima               |                                                                                     |
| 2006 | Amazing Grace                                 | Lord Tarleton                       |                                                                                     |
| 2006 | The Tiger's Tail                              | Father Andy                         |                                                                                     |
| 2006 | The Nativity Story                            | King Herod                          |                                                                                     |
| 2007 | Hallam Foe                                    | Julius Foe                          |                                                                                     |
| 2007 | Margot at the Wedding                         | Dick Koosman                        |                                                                                     |
| 2007 | There Will Be Blood                           | Fletcher Hamilton                   |                                                                                     |
| 2008 | In Bruges                                     | The Priest                          | sem créditos                                                                        |
| 2008 | Miss Pettigrew Lives for a Day                | Joe Blomfield                       |                                                                                     |
| 2008 | Stop-Loss                                     | Roy King                            |                                                                                     |
| 2008 | Cash                                          | Barnes                              |                                                                                     |
| 2008 | The Tale of Despereaux                        | Botticelli                          | voz                                                                                 |
| 2009 | Race to Witch Mountain                        | Henry Burke                         |                                                                                     |
| 2009 | The Eclipse                                   | Michael Farr                        | Prêmio de Melhor Ator 2009 – Tribeca Film Festival                                  |
| 2009 | Life During Wartime                           | Bill Maplewood                      |                                                                                     |
| 2011 | Harry Potter and the Deathly Hallows – Part 2 | Aberforth Dumbledore                | Substituiu Jim McManus , que interpretou o papel em Harry Potter e a Ordem da Fênix |
| 2011 | The Debt                                      | David Peretz                        |                                                                                     |
| 2011 | The Rite                                      | Father Xavier                       |                                                                                     |
| 2011 | Salvation Boulevard                           | Jim Hunt                            |                                                                                     |
| 2011 | Tinker Tailor Soldier Spy                     | Roy Bland                           |                                                                                     |
| 2011 | The Shore                                     | Jim                                 |                                                                                     |
| 2011 | Ghost Rider: Spirit of Vengeance              | Roarke / Mephistopheles / the Devil | Substituiu Peter Fonda, que interpretou o papel em Ghost Rider.                     |
| 2012 | The Woman in Black                            | Sam Daily                           |                                                                                     |
| 2012 | John Carter                                   | Tardos Mors                         |                                                                                     |
| 2013 | Closed Circuit                                | Devlin                              |                                                                                     |
| 2013 | The Sea                                       | Max Morden                          |                                                                                     |
| 2013 | The Disappearance of Eleanor Rigby            | Spencer Ludlow                      |                                                                                     |
| 2013 | Frozen                                        | Grand Pabbie                        | voz                                                                                 |
| 2013 | McCanick                                      | Quinn                               |                                                                                     |
| 2015 | Last Days in the Desert                       | Father                              |                                                                                     |
| 2015 | Hitman: Agent 47                              | Dr Litvenko                         |                                                                                     |
| 2015 | The Driftless Area                            | Ned                                 |                                                                                     |
| 2016 | Bleed for This                                | Angelo Pazienza                     |                                                                                     |
| 2016 | Silence                                       | Father Valignano                    |                                                                                     |
| 2017 | Axis                                          | Jim                                 | voz                                                                                 |
| 2017 | Woman Walks Ahead                             | James McLaughlin                    |                                                                                     |
| 2017 | Justice League                                | Steppenwolf                         | voz                                                                                 |
| 2018 | Red Sparrow                                   | Colonel Zakharov                    |                                                                                     |
| 2018 | Elizabeth Harvest                             | Henry                               |                                                                                     |
| 2018 | First Man                                     | Robert R. Gilruth                   |                                                                                     |
| 2019 | Frozen II                                     | Grand Pabbie                        | voz                                                                                 |
| 2020 | The Man In The Hat                            | The Man In The Hat                  |                                                                                     |
| 2021 | Belfast                                       | Pop                                 |                                                                                     |

### Televisão
| Ano       | Título                            | Personagem             | Notas                                         |
| --------- | --------------------------------- | ---------------------- | --------------------------------------------- |
| 1981      | Our Boys                          | Brother                |                                               |
| 1989      | The Mahabharata                   | Ashwathama             |                                               |
| 1990      | Who Bombed Birmingham?            | Richard McIlkenny      |                                               |
| 1990      | The Play on One                   | Martin Pitt            | Episódio: "Yellowbacks"                       |
| 1992      | Perfect Scoundrels                | Jack Vosper            | Temporada 3, episódio 6: "The Good-Bye Look"  |
| 1992      | Between the Lines                 | Det. Insp. Micky Flynn | Temporada 1, episódio 1: "Private Enterprise" |
| 1992      | Hostages                          | Brian Keenan           |                                               |
| 1993      | The Man Who Cried                 | Abel Mason             |                                               |
| 1993      | Prime Suspect 3                   | Edward Parker-Jones    |                                               |
| 1993      | Soldier, Soldier                  | Clive Hickey           | Temporada 3, episódio 7: "Trouble and Strife" |
| 1994      | The Memoirs of Sherlock Holmes    | Jim Browner            | Temporada 1, episódio 6: "The Cardboard Box"  |
| 1994      | A Dark-Adapted Eye                | Paolo                  |                                               |
| 1994      | Seaforth                          | John Stacey            | TV series                                     |
| 1995      | Rules of Engagement               | Cambell Ferguson       |                                               |
| 1995      | The Affair                        | Edward Leyland         |                                               |
| 1996      | Testament: The Bible in Animation | Lucifer / Satan        | Episódio: "Creation and the Flood" Voice only |
| 1996      | Tales from The Crypt              | Jack Lynch             | Temporada 7, episódio 11: "Confession"        |
| 1996      | Cold Lazarus                      | Fyodor                 |                                               |
| 1997      | Jane Eyre                         | Edward Rochester       |                                               |
| 1997      | Ivanhoe                           | Brian de Bois-Guilbert |                                               |
| 1998      | Getting Hurt                      | Charlie Cross          |                                               |
| 2000      | Jason and the Argonauts           | King Aeson             |                                               |
| 2000      | The Sleeper                       | Fergus Moon            |                                               |
| 2000      | Thursday the 12th                 | Marius Bannister       |                                               |
| 2003      | Broken Morning                    | Albert Camus           |                                               |
| 2004      | The Mayor of Casterbridge         | Michael Henchard       | Creditado como Ciaran Hinds                   |
| 2005      | Rome                              | Gaius Julius Caesar    |                                               |
| 2009      | Above Suspicion                   | DCI James Langton      |                                               |
| 2010      | Above Suspicion: The Red Dahlia   | DCI James Langton      |                                               |
| 2011      | Above Suspicion: Deadly Intent    | DCS James Langton      |                                               |
| 2012      | Above Suspicion: Silent Scream    | DCS James Langton      |                                               |
| 2012      | Political Animals                 | Bud Hammond            |                                               |
| 2013–2015 | Game of Thrones                   | Mance Rayder           | 5 episódios                                   |
| 2016      | Shetland                          | Michael Maguire        | Serie 3 (6 episódios)                         |
| 2016      | LEGO Frozen Northern Lights       | Grand Pabbie           | voz                                           |
| 2018      | The Terror                        | John Franklin          | 3 episódios                                   |

### Teatro
| Ano     | Título                                                | Personagem                            | Dramaturgo                                 | Diretor                | Teatro                                                      | Notas                                                        |
| ------- | ----------------------------------------------------- | ------------------------------------- | ------------------------------------------ | ---------------------- | ----------------------------------------------------------- | ------------------------------------------------------------ |
| 1975    | The Seagull                                           | Konstantin (Kostya)                   | Anton Chekhov                              | Peter Watson           | Royal Academy of Dramatic Art                               |                                                              |
| 1975    | Arden of Faversham                                    | Black Will                            | Anonymous                                  | Geoff Bullen           | Royal Academy of Dramatic Art                               |                                                              |
| 1975    | Hamp                                                  | Prosecutive officer                   | John Wilson                                | Euan Smith             | Royal Academy of Dramatic Art                               |                                                              |
| 1975    | Objections to Sex and Violence                        | Arrogant pseudo-intellectual          | Caryl Churchill                            | Caryl Churchill        | Royal Academy of Dramatic Art                               |                                                              |
| 1976    | When Thou Art King                                    |                                       | John Barton                                | John Barton            | Royal Academy of Dramatic Art                               |                                                              |
| 1976    | The Night of the Iguana                               | Nonno                                 | Tennessee Williams                         |                        | Royal Academy of Dramatic Art                               |                                                              |
| 1976–77 | Cinderella                                            | Albert the Horse, Courtier            | Sid Colin, David Wood                      | Giles Havergal         | Glasgow Citizens Theatre Company                            |                                                              |
| 1976–77 | The Country Wife                                      | Mrs. Dainty Fidget                    | William Wycherley                          | Philip Prowse          | Glasgow Citizens Theatre Company                            |                                                              |
| 1976–77 | The Importance of Being Earnest                       | Lane                                  | Oscar Wilde                                | Giles Havergal         | Glasgow Citizens Theatre Company                            |                                                              |
| 1976–77 | Macbeth                                               | Malcolm, Third Murderer               | William Shakespeare                        | Giles Havergal         | Glasgow Citizens Theatre Company                            |                                                              |
| 1976–77 | Chinchilla                                            | Tancredi                              | Robert David MacDonald                     | Philip Prowse          | Glasgow Citizens Theatre Company                            |                                                              |
| 1976–77 | Figaro                                                | A policeman, a lawyer                 | Pierre de Beaumarchais                     | Robert David MacDonald | Glasgow Citizens Theatre Company                            |                                                              |
| 1977–78 | Semi-Monde                                            | Freddy Palmer                         | Noël Coward                                | Philip Prowse          | Glasgow Citizens Theatre Company                            |                                                              |
| 1977–78 | Vautrin                                               | Joseph                                | Honoré de Balzac                           | Robert David MacDonald | Glasgow Citizens Theatre Company                            |                                                              |
| 1977–78 | Loot                                                  | McLeavy                               | Joe Orton                                  | Giles Havergal         | Glasgow Citizens Theatre Company                            |                                                              |
| 1977–78 | Mother Goose                                          | Villager                              | Myles Rudge                                | Giles Havergal         | Glasgow Citizens Theatre Company                            |                                                              |
| 1977–78 | No Orchids for Miss Blandish                          | Johnny Frisk                          | Robert David MacDonald, James Hadley Chase | Robert David MacDonald | Glasgow Citizens Theatre Company                            |                                                              |
| 1977–78 | Painter's Palace of Pleasure                          | Giovanni                              | John Ford, John Webster                    | Philip Prowse          | Glasgow Citizens Theatre Company                            |                                                              |
| 1977–78 | Equus                                                 |                                       | Peter Shaffer                              |                        | Lyric Theatre, Belfast                                      |                                                              |
| 1978–79 | The Threepenny Opera                                  | J. J. Peachum                         | Bertolt Brecht, Kurt Weill                 | Philip Prowse          | Glasgow Citizens Theatre Company                            |                                                              |
| 1978–79 | The Seagull                                           | Dr. Dorn                              | Anton Chekhov                              | Philip Prowse          | Glasgow Citizens Theatre Company                            |                                                              |
| 1978–79 | Dick Whittington                                      | The Emperor of Morocco                | Myles Rudge                                | Giles Havergal         | Glasgow Citizens Theatre Company                            |                                                              |
| 1978–79 | Country Life                                          | Guglielmo                             | Carlo Goldoni                              | Robert David MacDonald | Glasgow Citizens Theatre Company                            |                                                              |
| 1978–79 | Whose Life Is it Anyway?                              | Philip Hill (The Solicitor)           | Brian Clark                                | Tony Dinner            | Lyric Theatre, Belfast                                      |                                                              |
| 1978–79 | Once a Catholic                                       | Derek (a Teddy Boy)                   | Mary O'Malley                              | Michael Poynor         | Lyric Theatre, Belfast                                      |                                                              |
| 1979    | The Death of Humpty Dumpty                            | Doctor                                | J. Graham Reid                             | Patrick Mason          | Abbey/Peacock Theatres, Dublin                              |                                                              |
| 1979–80 | The Ha'penny Place                                    | Hare Krishna/Yehudi                   | Jim Sheridan                               | Peter Sheridan         | Project Arts Centre, Dublin                                 |                                                              |
| 1979–80 | The Liberty Suit                                      |                                       | Peter Sheridan                             | Jim Sheridan           | Project Arts Centre, Dublin                                 |                                                              |
| 1980–81 | The Battlefield                                       | Faustino                              | Carlo Goldoni                              | Robert David MacDonald | Glasgow Citizens Theatre Company                            |                                                              |
| 1980–81 | The Caucasian Chalk Circle                            | Shauva (The Policeman), Prince Georgi | Bertolt Brecht                             | Giles Havergal         | Glasgow Citizens Theatre Company                            |                                                              |
| 1980–81 | Don Juan                                              | Father Juan                           | Robert David MacDonald                     | Philip Prowse          | Glasgow Citizens Theatre Company                            |                                                              |
| 1980–81 | Desperado Corner                                      | Frank                                 | Shaun Lawton                               | Di Trevis              | Glasgow Citizens Theatre Company                            |                                                              |
| 1980–81 | Madame Louise                                         | Bishop of Porchester                  | Vernon Sylvaine                            | Giles Havergal         | Glasgow Citizens Theatre Company                            |                                                              |
| 1981    | Bent                                                  | Greta/George                          | Martin Sherman                             | Michael Scott          | Project Arts Centre, Dublin                                 |                                                              |
| 1981    | Krieg                                                 | Jet                                   | Liam Lynch                                 | Patrick Mason          | Project Arts Centre, Dublin                                 |                                                              |
| 1981    | The Seagull                                           | Konstantin (Kostya)                   | Anton Chekhov, Thomas Kilroy               | Patrick Mason          | Grand Opera House, Belfast                                  |                                                              |
| 1982    | Curse of the Starving Class                           |                                       | Sam Shepard                                |                        | Project Arts Centre, Dublin                                 |                                                              |
| 1982    | On Baile's Strand                                     | Cuchulain                             | James Ellis, W.B. Yeats                    | Christopher Fitz-Simon | Belltable Arts Centre, Limerick                             |                                                              |
| 1982    | Waiting for Godot                                     | Estragon                              | Samuel Beckett                             | Ben Barnes             | Belltable Arts Centre, Limerick                             |                                                              |
| 1982    | Blood and Ice                                         | Byron/The Monster                     | Liz Lochhead                               | Kenny Ireland          | Traverse Theatre Company, Edinburgh                         |                                                              |
| 1982–83 | The Roman Actor                                       | Paris                                 | Philip Massinger                           | Philip Prowse          | Glasgow Citizens Theatre Company                            |                                                              |
| 1982–83 | Red Roses for Me                                      | Brennan O' the Moor                   | Seán O'Casey                               | Giles Havergal         | Glasgow Citizens Theatre Company                            |                                                              |
| 1982–83 | Torquato Tasso                                        | Antonio Montecatino                   | Johann Wolfgang von Goethe                 | Robert David MacDonald | Glasgow Citizens Theatre Company                            |                                                              |
| 1982–83 | The Mother                                            | Savely                                | Bertolt Brecht                             | Giles Havergal         | Glasgow Citizens Theatre Company                            |                                                              |
| 1982–83 | The Impresario from Smyrna                            | Maccario                              | Carlo Goldoni                              | Robert David MacDonald | Glasgow Citizens Theatre Company                            |                                                              |
| 1982–83 | The Merchant of Venice                                | Antonio                               | William Shakespeare                        | Philip Prowse          | Glasgow Citizens Theatre Company                            |                                                              |
| 1982–83 | Arms and the Man                                      | Nicola, man-servant                   | George Bernard Shaw                        | Giles Havergal         | Glasgow Citizens Theatre Company                            |                                                              |
| 1982–83 | Sirocco                                               | Tonio                                 | Noël Coward                                | Philip Prowse          | Glasgow Citizens Theatre Company                            |                                                              |
| 1982–83 | Webster                                               | Webster                               | Robert David MacDonald                     | Philip Prowse          | Glasgow Citizens Theatre Company                            |                                                              |
| 1983    | The Last Days of Mankind                              | A Man of Government                   | Karl Kraus                                 | Robert David MacDonald | Glasgow Citizens Theatre Company                            |                                                              |
| 1983    | Rosenkavalier                                         | Valzacchi                             | Hugo von Hofmannsthal                      | Philip Prowse          | Glasgow Citizens Theatre Company                            |                                                              |
| 1983    | Juno and the Paycock                                  | Captain Jack Boyle                    | Seán O'Casey                               | Giles Havergal         | Glasgow Citizens Theatre Company                            |                                                              |
| 1983    | Oroonoko                                              | Lieutenant Governor                   | Thomas Southerne                           | Philip Prowse          | Glasgow Citizens Theatre Company                            |                                                              |
| 1983    | Indian Summer                                         | Cathal Dillon                         | Jennifer Johnston                          | Robert Cooper          | Lyric Theatre, Belfast                                      |                                                              |
| 1984    | The White Devil                                       | Lodovico                              | John Webster                               | Philip Prowse          | Greenwich Theatre, London                                   |                                                              |
| 1984    | The Way of the World                                  | Fainall                               | William Congreve                           | Giles Havergal         | Greenwich Theatre, London                                   |                                                              |
| 1984    | The Seagull                                           | Trigorin                              | Anton Chekhov                              | Philip Prowse          | Greenwich Theatre, London                                   |                                                              |
| 1984    | The Riot Act (Antigone)                               | Chorus leader                         | Tom Paulin                                 | Stephen Rea            | Field Day Touring Company, Derry                            |                                                              |
| 1984    | High Time (School for Husbands)                       | High Tech                             | Derek Mahon                                | Wolk and Long          | Field Day Touring Company, Derry                            |                                                              |
| 1985    | Mary Stuart                                           | Paulet                                | Friedrich von Schiller                     | Philip Prowse          | Glasgow Citizens Theatre Company                            |                                                              |
| 1985    | Blithe Spirit                                         | Charles Condomine                     | Noël Coward                                | Giles Havergal         | Glasgow Citizens Theatre Company                            |                                                              |
| 1985    | The Plough and the Stars                              | Jack Clitheroe                        | Seán O'Casey                               | Giles Havergal         | Glasgow Citizens Theatre Company                            |                                                              |
| 1985    | Arsenic and Old Lace                                  | "Uncle" Teddy                         | Joseph Kesselring                          | Giles Havergal         | Glasgow Citizens Theatre Company                            |                                                              |
| 1985    | Faust                                                 | Minister of State                     | Johann Wolfgang von Goethe                 | Robert David MacDonald | Glasgow Citizens Theatre Company                            |                                                              |
| 1985    | 'Tis Pity She's a Whore                               | Giovanni                              | John Ford                                  | Garry Hynes            | Druid Theatre Company, Galway                               |                                                              |
| 1985    | The Importance of Being Earnest                       | Oscar Wilde                           | John Worthing                              | John Ford, Garry Hynes | Druid Theatre Company, Galway                               |                                                              |
| 1986    | The Representative                                    | Pope Pius XII                         | Rolf Hochhuth                              | Robert David MacDonald | Glasgow Citizens Theatre Company                            |                                                              |
| 1986    | Hidden Fires                                          | Clavaroche                            | Alfred de Musset                           | Robert David MacDonald | Glasgow Citizens Theatre Company                            |                                                              |
| 1986    | The Orphan                                            | Castalio                              | Thomas Otway                               | Philip Prowse          | Greenwich Theatre, London                                   |                                                              |
| 1986    | I Do Like to Be                                       | David                                 | Shane Connaughton                          | Jeff Teare             | The Irish Company                                           |                                                              |
| 1986    | Observe the Sons of Ulster Marching Towards the Somme | George Anderson                       | Frank McGuinness                           | Michael Attenborough   | Hampstead Theatre, London                                   |                                                              |
| 1987    | Dialann Ocrais/Diary of a Hunger Strike               | O'Connor                              | Peter Sheridan                             | Peter Sheridan         | Abbey/Peacock Theatres, Dublin                              |                                                              |
| 1987    | Mahabharata                                           |                                       | Adapted by Jean-Claude Carrière            | Peter Brook            | Ashwattaman/Nakula World Tour                               |                                                              |
| 1988    | The Lady from the Sea                                 | The Stranger                          | Henrik Ibsen                               | Tom Cairns             | Glasgow Citizens Theatre Company                            |                                                              |
| 1988    | Richard III                                           | Richard III                           | William Shakespeare                        | Jon Pope               | Glasgow Citizens Theatre Company                            |                                                              |
| 1989    | Cuchulain Cycle                                       | Cuchulain                             | W.B. Yeats                                 | James W. Flannery      | Abbey/Peacock Theatres, Dublin                              |                                                              |
| 1990–91 | The Last Days of Don Juan                             | Don Pedro Tenorio                     | Tirso de Molina, Nick Dear                 | Danny Boyle            | Royal Shakespeare Company                                   |                                                              |
| 1990–91 | Edward II                                             | Roger Mortimer                        | Christopher Marlowe                        | Gerard Murphy          | Royal Shakespeare Company                                   |                                                              |
| 1990–91 | Two Shakespearean Actors                              | Dion Boucicault                       | Richard Nelson                             | Roger Michell          | Royal Shakespeare Company                                   |                                                              |
| 1990–91 | Troilus and Cressida                                  | Achilles                              | William Shakespeare                        | Sam Mendes             | Royal Shakespeare Company                                   |                                                              |
| 1992    | Assassins                                             | Samuel Byck                           | Stephen Sondheim, John Weidman             | Sam Mendes             | Donmar Warehouse, London                                    |                                                              |
| 1993    | Richard III                                           | Richard III                           | William Shakespeare                        | Sam Mendes             | Royal Shakespeare Company                                   |                                                              |
| 1993    | Machinal                                              | The Young Man                         | Sophie Treadwell                           | Stephen Daldry         | Royal National Theatre, London                              |                                                              |
| 1995    | Simpatico                                             | Vinnie                                | Sam Shepard                                | James Macdonald        | Royal Court Theatre, London                                 |                                                              |
| 1997    | Closer (London production)                            | Larry                                 | Patrick Marber                             | Patrick Marber         | Royal National Theatre, London                              |                                                              |
| 1999    | Closer (Broadway production)                          | Larry                                 | Patrick Marber                             | Patrick Marber         | Music Box Theatre, New York                                 |                                                              |
| 2001    | The Yalta Game                                        | Gurov                                 | Anton Chekhov, Brian Friel                 | Karel Reisz            | Gate Theatre, Dublin                                        |                                                              |
| 2007    | The Seafarer                                          | Mr. Lockhart                          | Conor McPherson                            | Conor McPherson        | Booth Theatre, New York                                     |                                                              |
| 2009    | The Birds                                             | Nat                                   | Conor McPherson                            | Conor McPherson        | Gate Theatre, Dublin                                        |                                                              |
| 2009    | Burnt by the Sun                                      | Serguei Petrovitch Kotov              | Peter Flannery                             | Howard Davies          | Royal National Theatre, London                              |                                                              |
| 2011    | Juno and the Paycock                                  | Captain Jack Boyle                    | Seán O'Casey                               | Howard Davies          | Royal National Theatre, London                              |                                                              |
| 2011    | Juno and the Paycock                                  | Captain Jack Boyle                    | Seán O'Casey                               | Howard Davies          | Abbey/Peacock Theatres, Dublin                              |                                                              |
| 2013    | The Night Alive                                       | Tommy                                 | Conor McPherson                            | Conor McPherson        | Donmar Warehouse, London Atlantic Theater Company, New York |                                                              |
| 2014    | Our Few and Evil Days                                 | Michael                               | Mark O'Rowe                                | Mark O'Rowe            | Abbey/Peacock Theatres, Dublin                              |                                                              |
| 2015    | Hamlet                                                | Claudius                              | William Shakespeare                        | Lynsey Turner          | Barbican Centre, London                                     |                                                              |
| 2016    | The Crucible                                          | Deputy Governor Danforth              | Arthur Miller                              | Ivo van Hove           | Walter Kerr Theatre, New York                               |                                                              |
| 2017    | Girl from the North Country                           | Nick Lane                             | Conor McPherson                            | Conor McPherson        | The Old VicThe Noel Coward Theatre                          |                                                              |
| 2018    | Translations                                          | Hugh                                  | Brian Friel                                | Ian Rickson            | Royal National Theatre, London                              |                                                              |
| 2020    | Uncle Vanya                                           | Professor Serebryakov                 | Anton Chekhov                              | Ian Rickson            | Harold Pinter Theatre                                       | Nova adaptação do vencedor do prêmio Olivier Conor McPherson |